# Bugzilla
Bugzilla是一款用於软件缺陷的追踪管理網絡程式，由Mozilla計劃开发和应用。1998年，网景公司開放其原始碼後，以Mozilla公共许可证协议授權。有许多组织采用其作为旗下软件（特别是自由软件）的产品缺陷追踪系统。

## 歷史
Bugzilla最初是由Terry Weissma於1998年開發隸屬於Mozilla.org的專案，用於網景通訊家套件缺陷追蹤的一個開放原始碼軟體。Bugzilla最初是用Tcl語言開發，後來Weissma決定用Perl語言進行重寫，因為Perl在當時是一個很流行的語言，希望借此能有更多的人參與到這個專案裡來。
Bugzilla 2.0就是使用Perl語言開發的，並於第一版通過CVS匿名發佈。2000年4月，Terry Weissma將專案負責人職位交給了Tara Hernandez，之後Bugzilla的開發更依賴社群，2001年7月，由於Tara在Netscape的工作關係，Dave Miller接手專案負責人職位。

## 外部連結
- Bugzilla主页 （页面存档备份，存于）